# ألفان وليامز
ألفان وليامز (بالإنجليزية: Alvan Williams)‏ (21 نوفمبر 1932 في المملكة المتحدة - 1 يناير 2003 في المملكة المتحدة) هو مدرب كرة قدم ولاعب كرة قدم ويلزي في مركز الهجوم. لعب مع نادي إكزتر سيتي ونادي بوري ونادي ريكسهام ونادي برادفورد بارك أفنيو.

## وصلات خارجية
- ألفان وليامز على موقع Soccerbase.com (مدرب) (الإنجليزية)